# Trude Possehl
Gertrud „Trude“ Possehl (* 9. April 1900 in Hamburg; † 30. November 1994 ebenda) war eine deutsche Volksschauspielerin.

## Leben und Werk

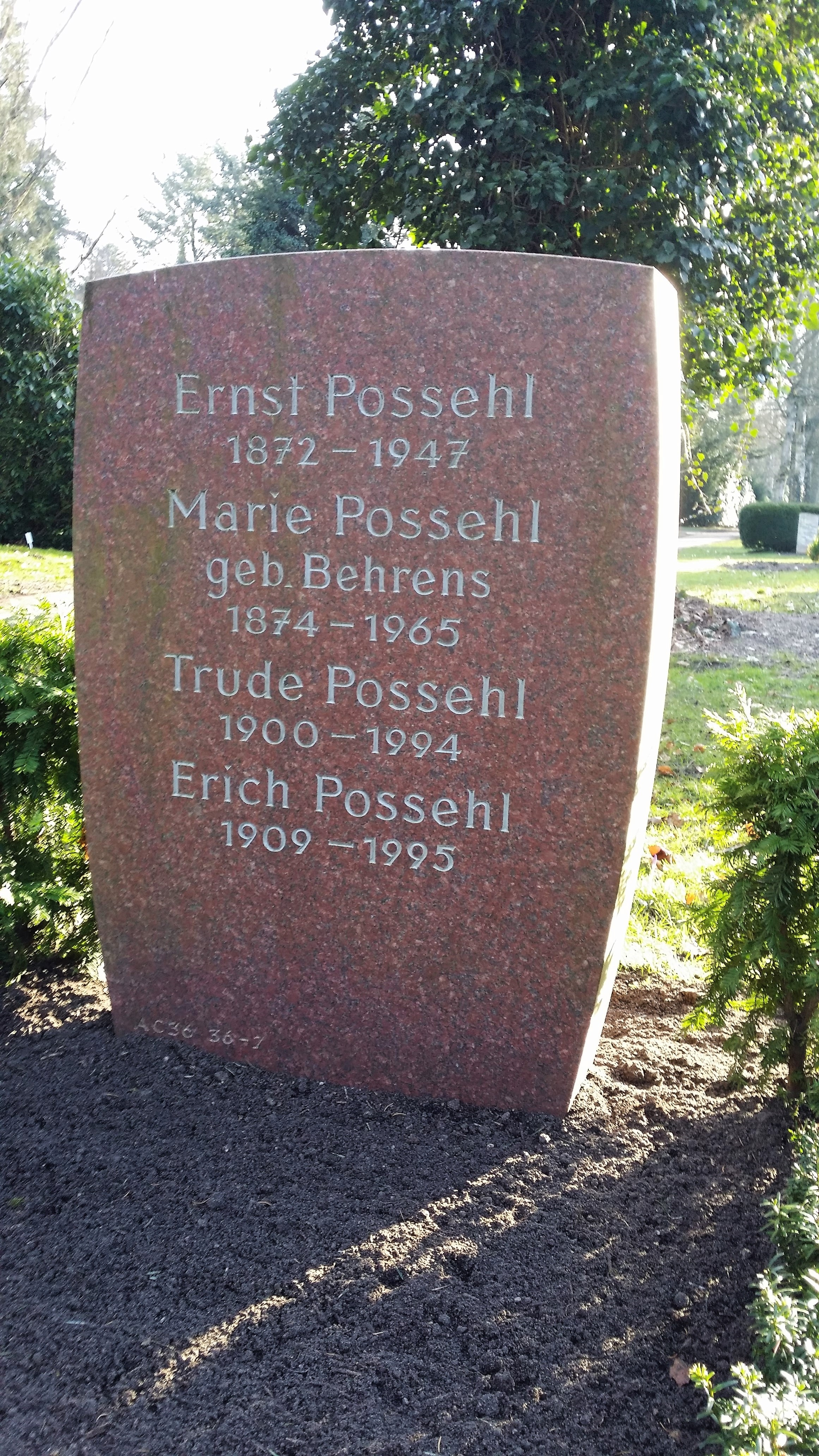
Grab von Trude Possehl auf dem Friedhof Ohlsdorf

Trude Possehl wurde als Tochter von Ernst Possehl (1872–1947) und Marie Possehl geb. Behrens (1874–1965) geboren. Ihr Vater war Kostümbildner am Deutschen Schauspielhaus in Hamburg unter der Direktion von Alfred von Berger. Den Berufswunsch Lehrerin erfüllte sie ihrem Vater nicht, stattdessen nahm sie privaten Schauspielunterricht bei Franz Kreidemann, den sie sich als Senatssekretärin im Hamburger Rathaus finanzierte.
Ihr Bühnendebüt gab Trude Possehl in Gelsenkirchen als Hedda Gabler in Henrik Ibsens gleichnamigem Drama. Ferner spielte sie die Titelrolle in G. B. Shaws Die heilige Johanna in Recklinghausen. Sie trat in Revuen und an Wanderbühnen auf, spielte klassisches und expressionistisches Theater und gehörte in den frühen 1930er Jahren einem politischen Straßentheater an. Hauptsächlich wirkte Trude Possehl in Hamburg, wo sie unter anderem im damaligen Schiller-Theater und am Operettenhaus auftrat, bis sie schließlich 1953 zum St. Pauli Theater kam, dem sie ohne Unterbrechung bis 1976 als festes Ensemblemitglied angehörte. Hier begeisterte sie das Hamburger Publikum in zahlreichen Lustspielen mit hanseatischem Lokalkolorit, häufig als Partnerin von Christa Siems.
Im Fernsehen war Trude Possehl ein seltener Gast. Eine ihrer wenigen Rollen war – wiederum gemeinsam mit Christa Siems – die der Frau Barfey in Das Beil von Wandsbek nach der Novelle von Arnold Zweig. In seiner 1989 entstandenen Dokumentation Die Hamburg-Rolle interviewte der Regisseur und Drehbuchautor Horst Königstein sie als Zeitzeugin. Diese Dokumentation ist in voller Länge auf YouTube zu sehen.
Trude Possehl starb am 30. November 1994 im Alter von 94 Jahren und wurde in der Familiengrabstätte auf dem Hamburger Friedhof Ohlsdorf beigesetzt. Das Grab befindet sich bei Kapelle 9 im Feld AC36-36/37.

## Filmografie (Auswahl)
- 1962: Annoncentheater – Ein Abend des deutschen Fernsehens im Jahre 1776
- 1966: Das Nachtjackenviertel
- 1967: Jette Knoop ehr Horoskop
- 1971: Der Junge von St. Pauli
- 1971: Krach im Hinterhaus
- 1973: Polizeistation – Ein Kurgast
- 1982: Das Beil von Wandsbek
- 1983: Haus Vaterland
- 1984: Tausend Augen
- 1984: Treffpunkt im Unendlichen
- 1985: Besuch bei Joan